# Adriano Baffi
Adriano Baffi (Vailate, 7 de agosto de 1962) es un deportista italiano que compitió en ciclismo en la modalidad de ruta; aunque también disputó carreras de pista. Fue profesional entre los años 1985 y 2002, destacando como sprinter. Es hijo del también ciclista profesional Pierino Baffi.
Ganó una medalla de plata en el Campeonato Mundial de Ciclismo en Pista de 1988.
En carretera sus mayores éxitos son la victoria en cinco etapas del Giro de Italia (dos en 1990 y tres en 1993) y una victoria de etapa en la Vuelta a España 1995.

## Biografía
En su carrera profesional obtuvo triunfos en numerosas pruebas por etapas, como la Vuelta a Suiza, la París-Niza, la Tirreno-Adriático, el Giro de Italia o la Vuelta a España, destacando la clasificación por puntos lograda en el Giro de Italia 1993, edición en la que ganó tres etapas. También subió al podio en la Milán-San Remo (tercero en 1989 y en 1994), en la Gante-Wevelgem (tercero en 1992), en el Giro del Piamonte (tercero en 1987) y en la Vuelta a Bélgica (tercero en 1990).
Tras retirarse de la competición, continuó ligado al mundo del ciclismo como asistente de director deportivo, pasando por los equipos Landbouwkrediet, Phonak y Astana. Desde 2012 trabaja para el equipo Trek-Segafredo.

## Medallero internacional
| Campeonato Mundial | Campeonato Mundial | Campeonato Mundial | Campeonato Mundial |
| Año                | Lugar              | Medalla            | Competición        |
| ------------------ | ------------------ | ------------------ | ------------------ |
| 1988               | Gante (Bélgica)    | Medalla de plata   | Puntuación (P)     |

## Palmarés

### Ruta
| 1987 - 1 etapa de la Vuelta a Suiza - Vuelta al Etna 1988 - 2 etapas de la Tirreno-Adriático - Giro di Campania - Milán-Vignola 1989 - Giro Reggio Calabria - Milán-Vignola - 1 etapa de la París-Niza 1990 - 2 etapas del Giro de Italia - 1 etapa de la París-Niza - 1 etapa de la Vuelta a Bélgica - Trofeo Pantalica - Vuelta al Etna 1992 - 1 etapa de la París-Niza - 1 etapa del Giro del Trentino 1993 - 3 etapas y clasificación por puntos del Giro de Italia | 1994 - Monte Carlo-Alassio - 1 etapa del Giro del Trentino - Trofeo Luis Puig - 4 etapas de la Vuelta a la Comunidad Valenciana - 3 etapas de la Vuelta a Andalucía - 2 etapas de la Semana Catalana - 1 etapa de la Tirreno-Adriático 1995 - 1 etapa de la Vuelta a España - Vuelta a Murcia, más 2 etapas - 2 etapas de la Vuelta a Andalucía - 1 etapa de la Challenge de Mallorca 1996 - París-Camembert - Circuito de La Sarthe, más 2 etapas 1997 - 1 etapa de la París-Niza |

## Resultados en Grandes Vueltas
| Carrera         | 1986  | 1987  | 1988 | 1989  | 1990  | 1991 | 1992  | 1993 | 1994 | 1995 | 1996 | 1997  |
| --------------- | ----- | ----- | ---- | ----- | ----- | ---- | ----- | ---- | ---- | ---- | ---- | ----- |
| Giro de Italia  | 141.º | 125.º | Ab.  | 128.º | 145.º | Ab.  | 113.º | 80.º | Ab.  | -    | 79.º | -     |
| Tour de Francia | -     | -     | -    | -     | 134.º | -    | -     | -    | Ab.  | -    | -    | 119.º |
| Vuelta a España | -     | -     | -    | -     | -     | -    | -     | 90.º | Ab.  | 67.º | -    | -     |